# NK Sloga Ljubuški
NK Sloga Ljubuški (chorw. NK Sloga Ljubuški) – bośniacki klub piłkarski, mający siedzibę w mieście Ljubuški, na południu kraju, grający od sezonu 2015/16 w Drugiej lidze FBiH.

## Historia
Chronologia nazw:
- 1937: LOŠK (chorw. Ljubuški omladinski športski klub)
- 1947: SD Udarnik Ljubuški (chorw. Sportsko društvo Udarnik (Ljubuški))
- 1952: NK Sloga Ljubuški (chorw. Nogometni klub Sloga (Ljubuški))
- 1994: HNK Ljubuški (chorw. Hrvatski nogometni klub Ljubuški)
- 2007: klub rozwiązano
- 2009: NK Sloga Ljubuški (chorw. Nogometni klub Sloga Ljubuški)
- 2018: klub rozwiązano

Młodzieżowy klub sportowy LOŠK został założony w Ljubuški w 1937 roku. Zespół początkowo rozgrywał mecze na poziomie lokalnym.
Po zakończeniu II wojny światowej 29 listopada 1945 nowy parlament proklamował powstanie Federacyjnej Ludowej Republiki Jugosławii (FLRJ) (na mocy konstytucji z 1963 r. zmieniono nazwę kraju na Socjalistyczną Federacyjną Republikę Jugosławii - SFRJ). Od 1945 rozpoczęto rozgrywać mistrzostwa nowej Jugosławii. W 1947 klub otrzymał nazwę Udarnik. Na początku występował w regionalnej lidze o nazwie Oblasna liga Mostar. W 1950 został zmieniony system rozgrywek na wiosna-jesień. W 1952 po reorganizacji systemu lig (Druga savezna liga Jugosławii została rozwiązana, a zamiast niej grano w wielu regionalnych grupach), klub z nazwą NK Sloga grał na zapleczu ekstraklasy, zajmując ostatnie miejsce w grupie 3 Pododdziału Mostar. W następnym sezonie 1952/53 wrócono do rozgrywek systemem jesień-wiosna, a klub potem występował w Podsaveznej lidze Mostar (D3), która później spadła na czwarty poziom. Od sezonu 1967/68 zespół grał w Hercegovačkiej zonie (D3), która w 1974 spadła na czwarty poziom. Nigdy więcej klubowi nie udało się osiągnąć trzeciej klasy rozgrywek i spędził resztę czasu pod rządami Jugosławii między czwartym a piątym poziomem ligowym.
Kiedy w 1992 roku wybuchła wojna w Jugosławii klub nie rozgrywał oficjalnych gier przez cały sezon. Jeszcze podczas trwania wojny w sezonie 1993/94 klub startował w pierwszych rozgrywkach Mistrzostw Herceg-Bosne (D1), zajmując czwarte miejsce w grupie południowej, a potem w meczu o końcowe 7-8.miejsca wygrał 1:0, 1:2 z NK Livno. W 1994 klub został nazwany HNK Ljubuški. W następnym sezonie 1994/95 klub osiągnął swój największy sukces zdobywając Puchar Herceg-Bośni oraz uczestnicząc w półfinałach mistrzostw Prviej ligi Herceg-Bosne (w latach 1993-2000 Prva liga Herceg-Bosne była najwyższym poziomem rozgrywek krajowych na terenie Herceg-Bośni, ale nie była uznana przez UEFA). W kolejnym sezonie 1995/96 klub znów zdobył Puchar Herceg-Bośni, ale w mistrzostwach już zatrzymał się w ćwierćfinale. Po zakończeniu sezonu 1999/00 pierwsza liga Herceg-Bośni połączyła się z pierwszą ligą Bośni i Hervegowiny, tworząc Premijer Ligę. Od zjednoczenia lig klub tylko jeden sezon grał w elitarnej klasie. W pierwszej edycji Premijer Ligi zespół zajął 20.miejsce (wśród 22 klubów) i opuścił klasę najwyższą. W pierwszej ligą Bośni i Hercegowiny (D2) zespół spędził 5 lat. Od 2006/07 występował w grupie południowej drugiej ligi FBiH. Ale już w następnym sezonie 2007/2008 wycofał się z rozgrywek z powodu poważnych problemów finansowych. Klub ogłosił bankructwo i został rozwiązany w 2007 roku.
Już wkrótce w 2009 roku klub został odrodzony jako NK Sloga Ljubuški. Sezon 2009/10 rozpoczął w Međužupanijskiej lidze HBŽ/ZHŽ (D4), natychmiast zdobywając awans. Przez 5 lat występował w grupie południowej drugiej ligi FBiH, a w sezonie 2015/16 wrócił do pierwszej ligi FBiH. Jednak powrót był nieudanym i po zajęciu 15.miejsca spadł z powrotem do drugiej ligi. Przed rozpoczęciem sezonu 2018/19 klub zrezygnował z rywalizacji w grupie Jug drugiej ligi i został rozwiązany.

## Barwy klubowe, strój, herb, hymn
|  |  |

Klub ma barwy żółto-zielone. Piłkarze domowe spotkania zazwyczaj grają w czarnych koszulkach, czarnych spodenkach oraz czarnych getrach.

## Sukcesy

### Trofea międzynarodowe
Do chwili obecnej klub jeszcze nigdy nie zakwalifikował się do rozgrywek europejskich.

### Trofea krajowe
Bośnia i Hercegowina
| \| \| Zdobyte trofea w rozgrywkach Bośni i Hercegowiny (stan na: 31-05-2021) \| |                                                                        |      |          |
| Rozgrywki                                                                       | Osiągnięcie                                                            | Razy | Sezon(y) |
| Mistrzostwo                                                                     | I miejsce                                                              | 0    |          |
| Mistrzostwo                                                                     | II miejsce                                                             | 0    |          |
| Mistrzostwo                                                                     | III miejsce                                                            | 0    |          |
| Mistrzostwo                                                                     | 20.miejsce                                                             | 1    | 2000/01  |
| Puchar                                                                          | zdobywca                                                               | 0    |          |
| Puchar                                                                          | finalista                                                              | 0    |          |
| Puchar                                                                          | 1/8 finału                                                             | 1    | 2000/01  |
| II liga                                                                         | I miejsce                                                              | 0    |          |
| II liga                                                                         | II miejsce                                                             | 0    |          |
| II liga                                                                         | III miejsce                                                            | 0    |          |
| II liga                                                                         | 7.miejsce                                                              | 1    | 2002/03  |
| Bośnia i Hercegowina                                                            | Zdobyte trofea w rozgrywkach Bośni i Hercegowiny (stan na: 31-05-2021) |      |          |

- Druga Liga FBiH (III poziom):
  - mistrz (1): 2014/15 (Jug)

- Mistrzostwa Herceg-Bośni:
  - półfinalista (1): 1994/95

- Puchar Herceg-Bośni:
  - zdobywca (2): 1994/95, 1995/96

Jugosławia
| \| \| Zdobyte trofea w rozgrywkach Jugosławii (stan na: 31-05-1991) \| |                                                               |      |                       |
| Rozgrywki                                                              | Osiągnięcie                                                   | Razy | Sezon(y)              |
| Mistrzostwo                                                            | I miejsce                                                     | 0    |                       |
| Mistrzostwo                                                            | II miejsce                                                    | 0    |                       |
| Mistrzostwo                                                            | III miejsce                                                   | 0    |                       |
| Puchar                                                                 | zdobywca                                                      | 0    |                       |
| Puchar                                                                 | finalista                                                     | 0    |                       |
| II liga                                                                | I miejsce                                                     | 0    |                       |
| II liga                                                                | II miejsce                                                    | 0    |                       |
| II liga                                                                | III miejsce                                                   | 0    |                       |
| II liga                                                                | 4.miejsce                                                     | 1    | 1952 (3.grupa Mostar) |
|                                                                        | Zdobyte trofea w rozgrywkach Jugosławii (stan na: 31-05-1991) |      |                       |

## Poszczególne sezony

### Rozgrywki międzynarodowe

#### Europejskie puchary
Nie uczestniczył w rozgrywkach europejskich.

### Rozgrywki krajowe
Bośnia i Hercegowina
| \| Bośnia i Hercegowina \| Bilans występów klubu w rozgrywkach piłkarskich Bośni i Hercegowiny (Stan na 31 maja 2021 r.) \| \| |                                                                                               |        |       |   |   |   |    |    |     |                                 |        |        |      |
| Poziom | Rozgrywki                                                                                     | Sezony | Mecze | Z | R | P | B+ | B– | Pkt | Lata                            | Awanse | Spadki | Naj. |
| I | Premijer liga (do 2000-Prva liga Herceg-Bosne)                                                | 8      |       |   |   |   |    |    |     | 1993–2001                       | 0      | 1      | 2    |
| II | Prva liga Republike Srpske (do 2000-Druga liga Herceg-Bosne)                                  | 6      |       |   |   |   |    |    |     | 2001–2006, 2015/16              | 0      | 3      | 5    |
| III | Druga liga FBiH                                                                               | 9      |       |   |   |   |    |    |     | 2006–2008, 2010–2015, 2016–2018 | 2      | 0      | 1    |
| IV | Međužupanijska liga HBŽ/ZHŽ                                                                   | 1      |       |   |   |   |    |    |     | 2009/10                         | 1      | 0      | 2    |
| | Puchar Bośni i Hercegowiny                                                                    | 3      |       |   |   |   |    |    |     | od 2001                         | 0      | 0      | 1/8  |
| Bośnia i Hercegowina | Bilans występów klubu w rozgrywkach piłkarskich Bośni i Hercegowiny (Stan na 31 maja 2021 r.) |        |       |   |   |   |    |    |     |                                 |        |        |      |

Jugosławia
| \| \| Bilans występów klubu w rozgrywkach piłkarskich Jugosławii (Stan na 31 maja 1991 r.) \| |                                                                                      |        |       |   |   |   |    |    |     |                             |        |        |      |
| Poziom                                                                                        | Rozgrywki                                                                            | Sezony | Mecze | Z | R | P | B+ | B– | Pkt | Lata                        | Awanse | Spadki | Naj. |
| I                                                                                             | Prva savezna ligа                                                                    | 0      |       |   |   |   |    |    |     |                             | 0      | 0      |      |
| II                                                                                            | Potsavez Mostar                                                                      | 1      |       |   |   |   |    |    |     | 1952                        | 0      | 1      | 4    |
| III                                                                                           | Podsavezna liga – Mostar / Hercegovačka zona                                         | 8      |       |   |   |   |    |    |     | 1952/53, 1956/57, 1967–1973 | 0      | 3      | 8    |
|                                                                                               | Puchar Jugosławii                                                                    | 0      |       |   |   |   |    |    |     |                             | 0      | 0      |      |
|                                                                                               | Bilans występów klubu w rozgrywkach piłkarskich Jugosławii (Stan na 31 maja 1991 r.) |        |       |   |   |   |    |    |     |                             |        |        |      |

## Struktura klubu

### Stadion
Klub piłkarski rozgrywa swoje mecze domowe na stadionie Babovac w Ljubuški, który może pomieścić 4.000 widzów.

## Kibice i rywalizacja z innymi klubami

### Derby
- Bigeste Ljubuški
- NK Brotnjo Čitluk
- HNK Čapljina
- NK GOŠK Gabela
- NK Neretva Metković
- FK Velež Mostar
- HŠK Zrinjski Mostar